# کریس باوئر
کریس باوئر (انگلیسی: Mark Christopher "Chris" Bauer؛ زادهٔ ۲۸ اکتبر ۱۹۶۶) یک هنرپیشه اهل ایالات متحده آمریکا است. وی از سال ۱۹۸۹ میلادی تاکنون مشغول فعالیت بوده‌است.
از فیلم‌ها یا برنامه‌های تلویزیونی که وی در آن نقش داشته‌است می‌توان به وکیل مدافع شیطان، پرچم‌های پدران ما، شیرین و رذل، وفاداری بزرگ، ۸میلی‌متری، بی‌عیب، افسانه اثر انگشت‌ها، دیدبان سوم، گرگ‌ها، کین، کالین فیتز زندگی می‌کند!، بتی پیج بدنام و سفیدبرفی اشاره کرد.